# Musée Antoine-de-Saint-Exupéry
Pour les articles homonymes, voir Saint-Exupéry (homonymie).
Le musée Antoine-de-Saint-Exupéry  est un musée de la poste aérienne, de Tarfaya, dans le sahara. Fondé en 2004, par l´association des Amis de Tarfaya, Mémoire d´Aéropostale, il est consacré au célèbre aviateur écrivain humaniste Antoine de Saint-Exupéry (1900-1944), qui y vécut deux ans de 1927 à 1929, et y trouve l'inspiration d'une importante partie de son œuvre littéraire.

## Historique

### Fondation de la poste aérienne aéropostale
En 1918 au début de l’histoire de l'aviation commerciale mondiale de l'entre-deux-guerres, Pierre-Georges Latécoère fonde le groupe Latécoère à l'aéroport de Toulouse-Montaudran, première compagnie française historique de poste aérienne mondiale devenue Compagnie générale d’entreprise aéronautique (CGEA) en 1921, Compagnie générale aéropostale / Aéropostale en 1927, et Air France en 1933.

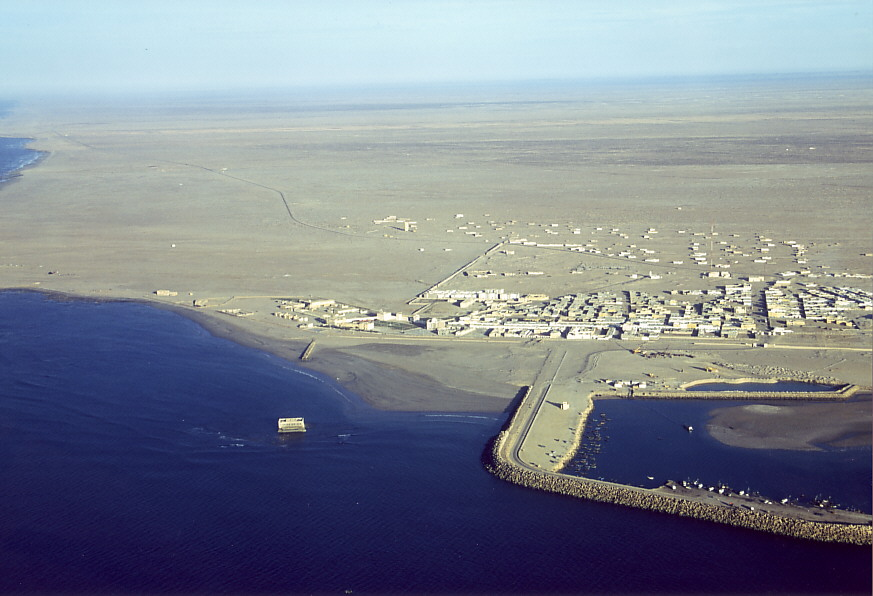
Tarfaya vu du ciel
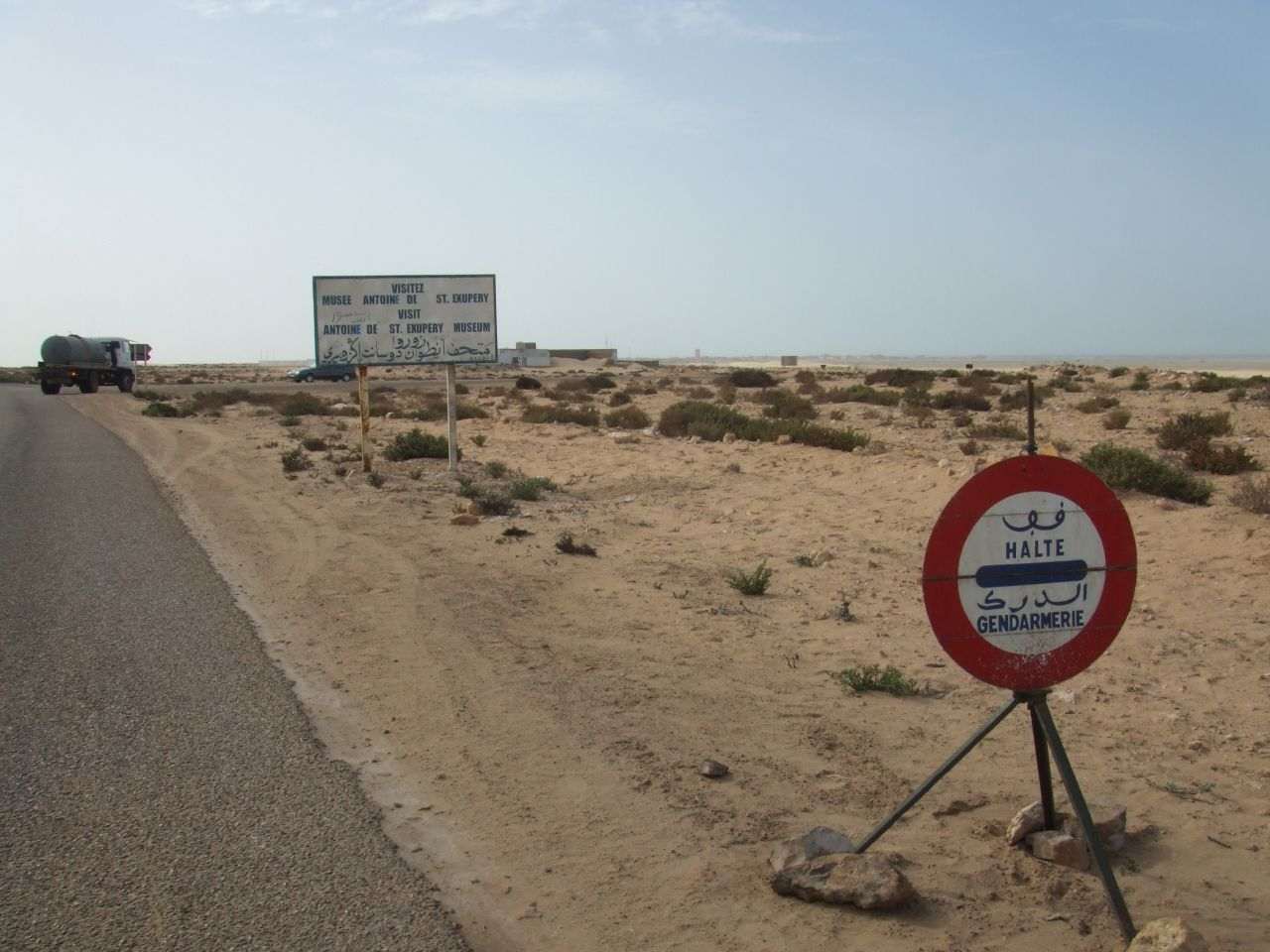
Musée aux portes du Sahara
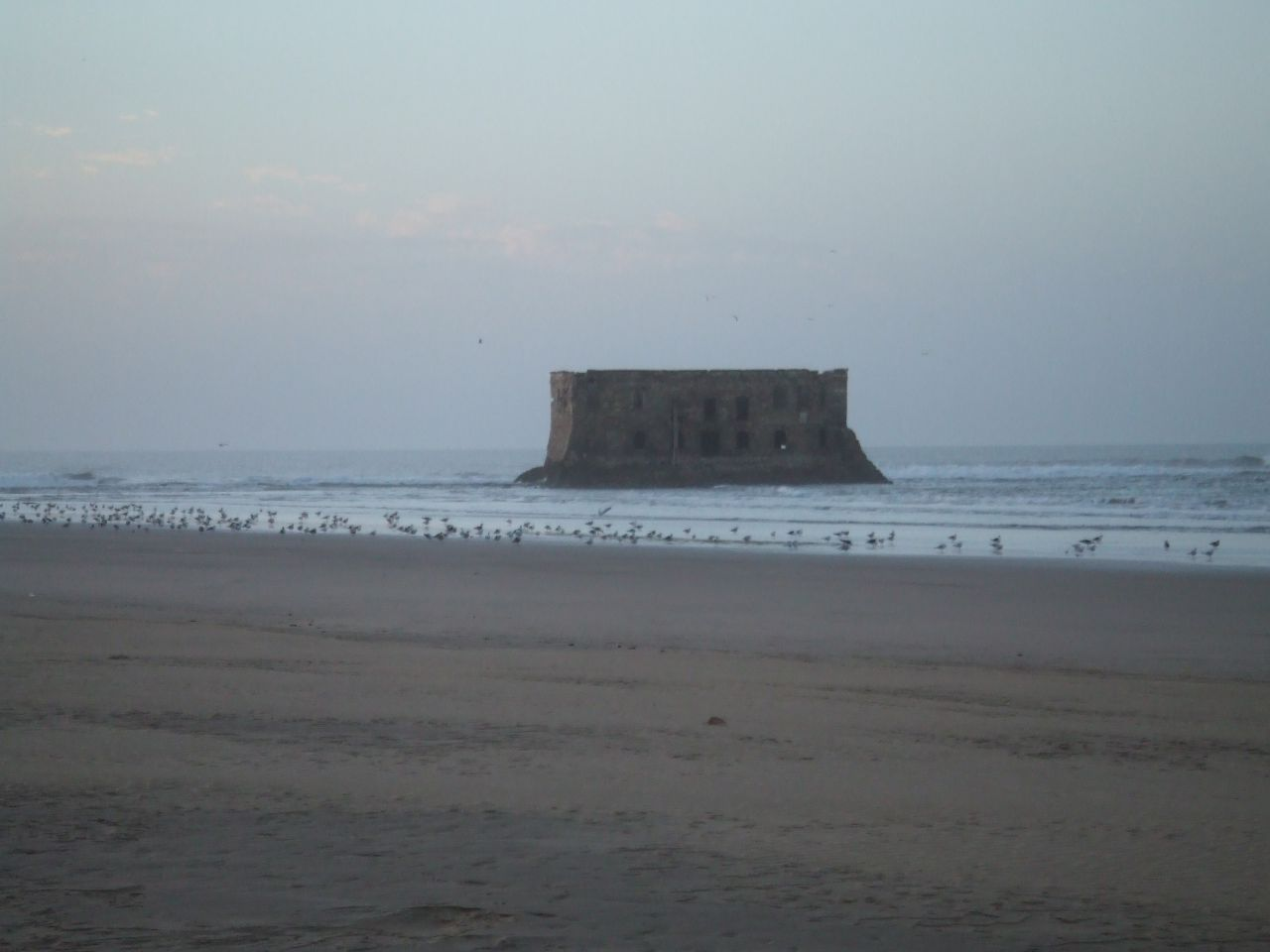
Ancien fort côtier Casa del Mar

Les premiers aviateurs professionnels de ce métier hautement fatal Antoine de Saint-Exupéry, Jean Mermoz, Henri Guillaumet, Didier Daurat, Paul Vachet..., témoignent et participent aux mythes et légendes de cette grande aventure.

### Antoine de Saint-Exupéry
En 1927 la compagnie fonde un aérodrome de ravitaillement de carburant pour sa ligne de poste aérienne aéroport de Toulouse-Montaudran / Casablanca (Maroc) / Dakar (Sénégal), à Cap Juby (actuel Tarfaya), à la pointe sud-ouest du Maroc, en bordure de l'océan Atlantique et du Sahara / Sahara occidental. Cet ancien comptoir commercial fondé par l'empire britannique en 1876, est intégré au Sahara espagnol en 1916, et bénéficie jusqu'à la guerre d'Ifni de 1958, de la protection militaire voisine du fort côtier Casa del Mar, contre des attaques de tribus locales maures insoumises.

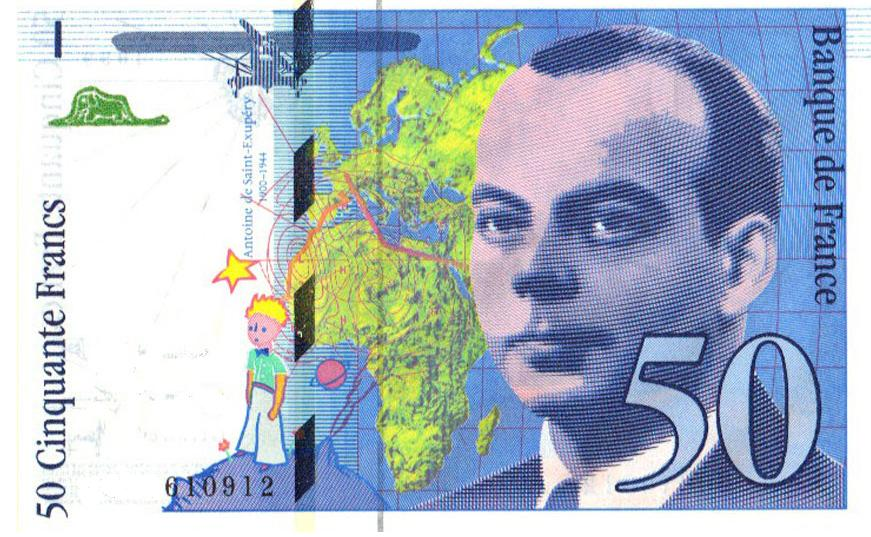
Antoine de Saint-Exupéry, Billet de 50 francs Saint-Exupéry, Breguet XIV, Le Petit Prince
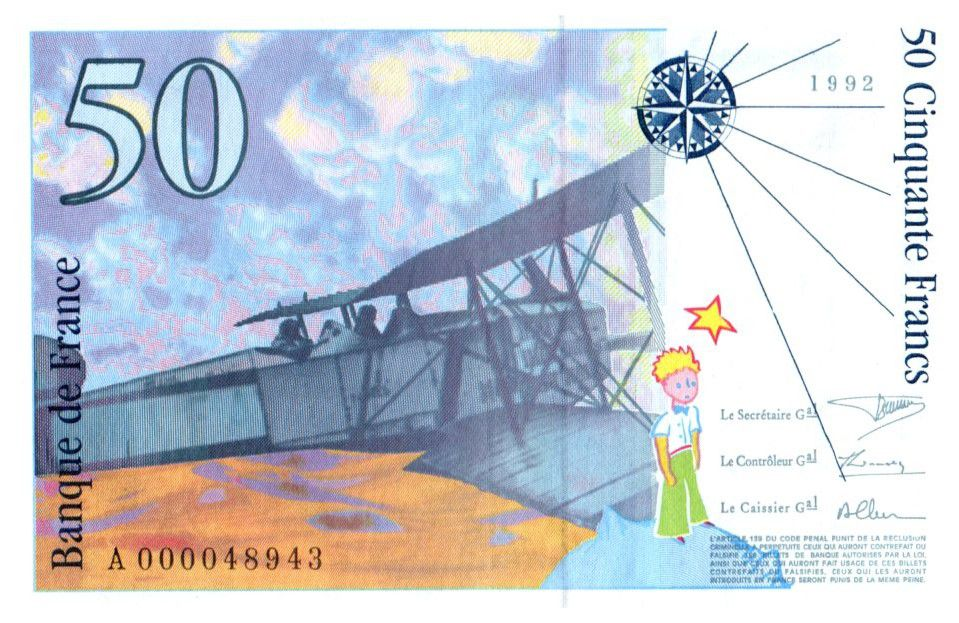
Billet de 50 francs Saint-Exupéry
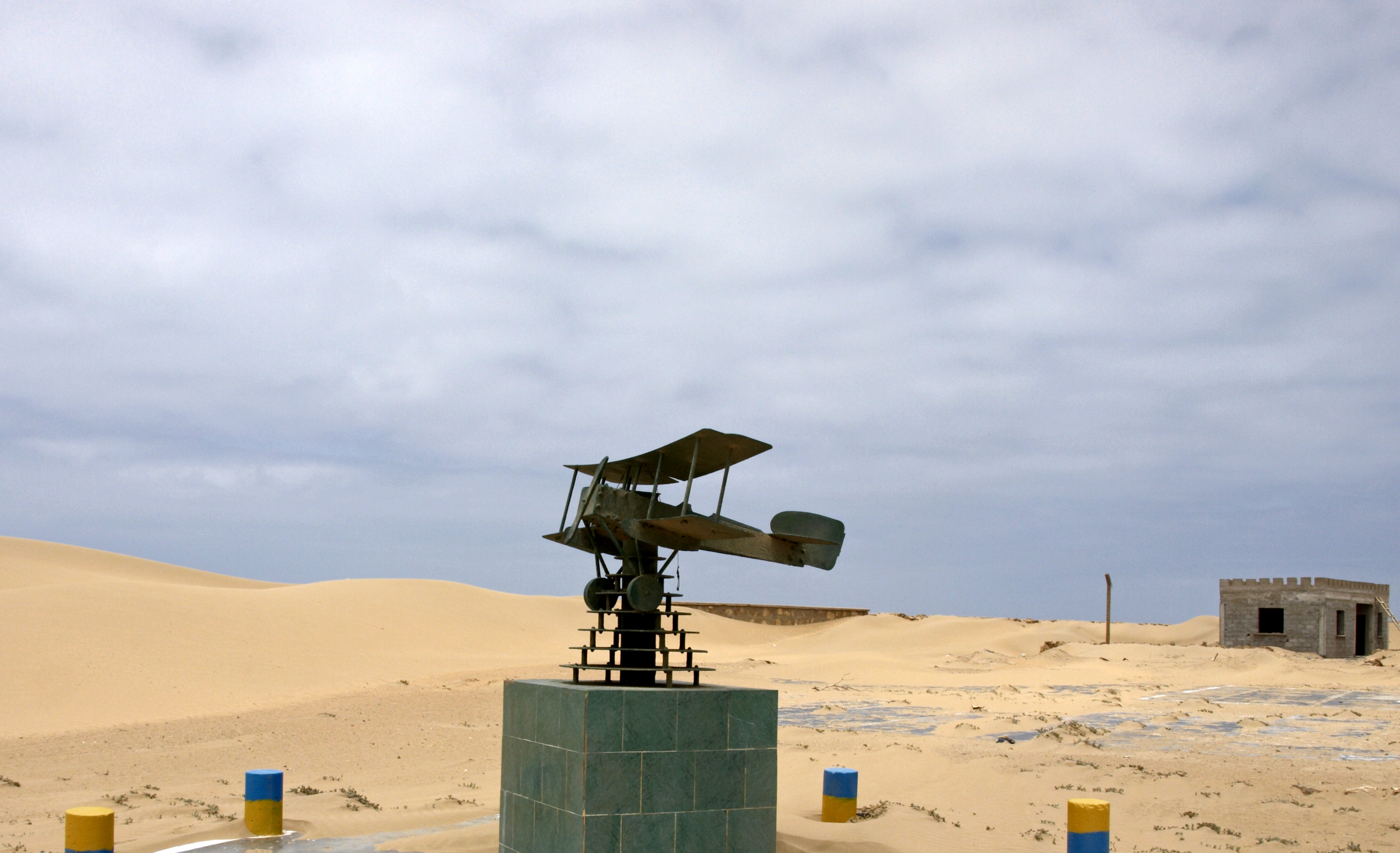
Breguet XIV sur l'ancienne piste devant le musée
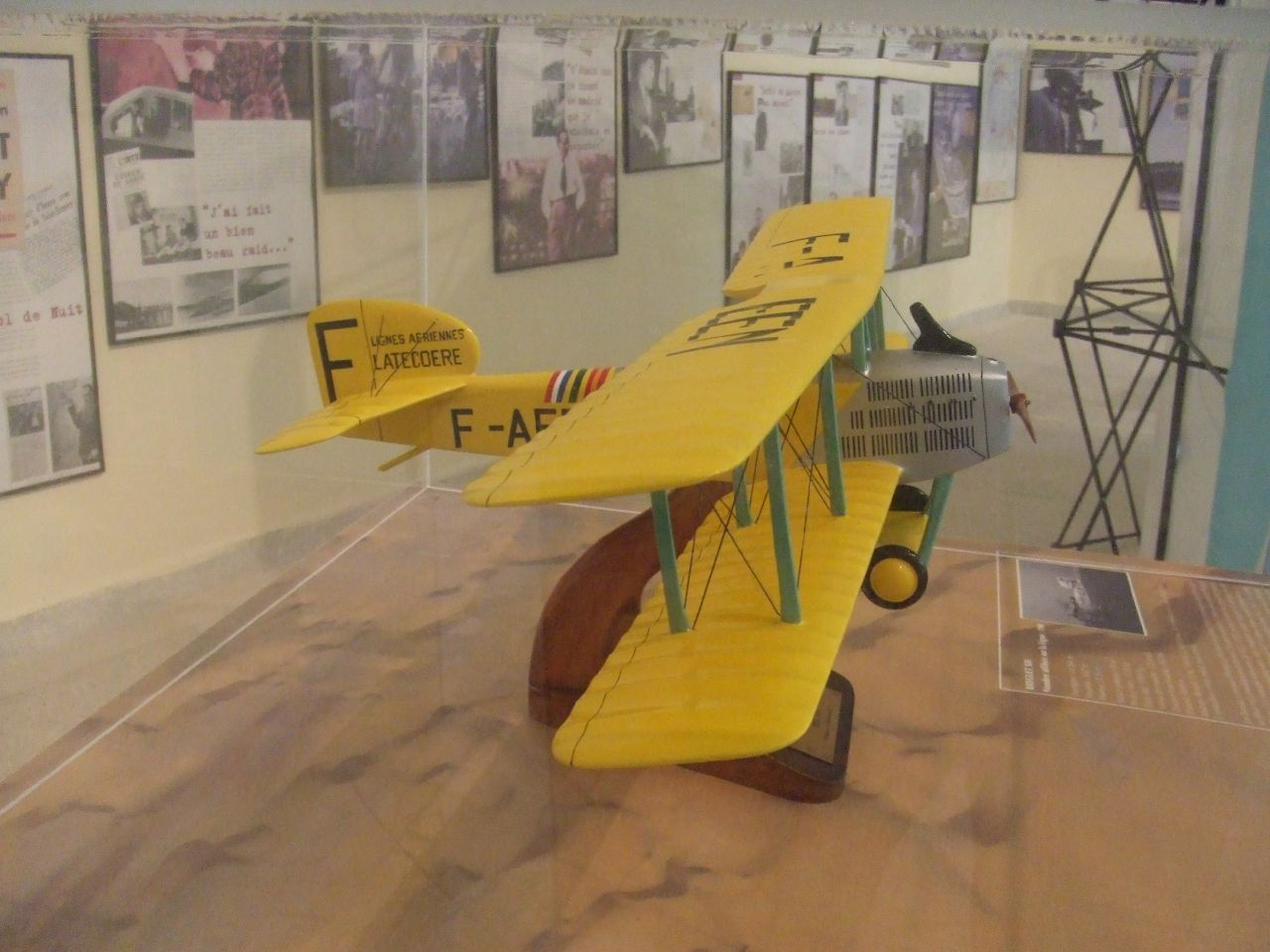
Breguet XIV du musée

De 1927 à 1929 Saint-Exupéry est nommé durant dix huit mois, chef de l'aérodrome à sa fondation, avec pour mission le ravitaillement en carburant des biplans Breguet XIV de passage de la compagnie. Il gère les relations de l'aérodrome avec les autorités locales, et négocie anecdotiquement la libération de pilotes tombés dans le désert et pris en otages par des tribus tribales locales. Il cite : « ces coulisses du Sahara, ornées de quelques figurants, m’ennuient comme une banlieue sale...» ou « j’en ai assez de surveiller le Sahara avec la patience d’un garde-voie. Si je ne faisais pas quelques courriers sur Casablanca..., je deviendrais neurasthénique »...
Les 18 mois de cette vie très rude et austère, isolée du monde, quasi-monacale et déprimante, sous haute insécurité d'attaques tribales locales, lui inspire une importante correspondance avec sa mère (Lettres à sa mère de 1955) et des éléments d'écriture de ses  œuvres littéraires dont Courrier sud de 1929, puis plus tard Terre des hommes de 1939, et Le Petit Prince (conte humaniste allégorique symbolique, rédigé dix ans plus tard, et publié en 1943 à New York, best-seller le plus traduit au monde après la Bible, avec plus de 145 millions d'exemplaires vendus en 1 300 éditions). Il dit du désert « J'ai beaucoup aimé le Sahara. J'ai passé des nuits en dissidence. Je me suis réveillé dans cette étendue blonde où le vent a marqué sa houle comme sur la mer ».

### Fondation du musée
En 2004 le musée de Tarfaya est fondé au bord de l'ancienne piste de l'aérodrome, à 30 m de la plage, avec l'aide de l'Association mémoire de l'Aéropostale et de la Fondation Pierre-Georges Latécoère il est géré par une association locale qui s´appelle Les Amis de Tarfaya. Il témoigne de l'histoire de aéropostale, et de son célèbre aviateur écrivain, avec maquettes, photos, affiches, documents d'époque, panneau d'informations, un exemplaire original du Petit Prince griffonné par son auteur... avec près de 1 000 visiteurs occidentaux annuels attirés par ce lieu mythique.

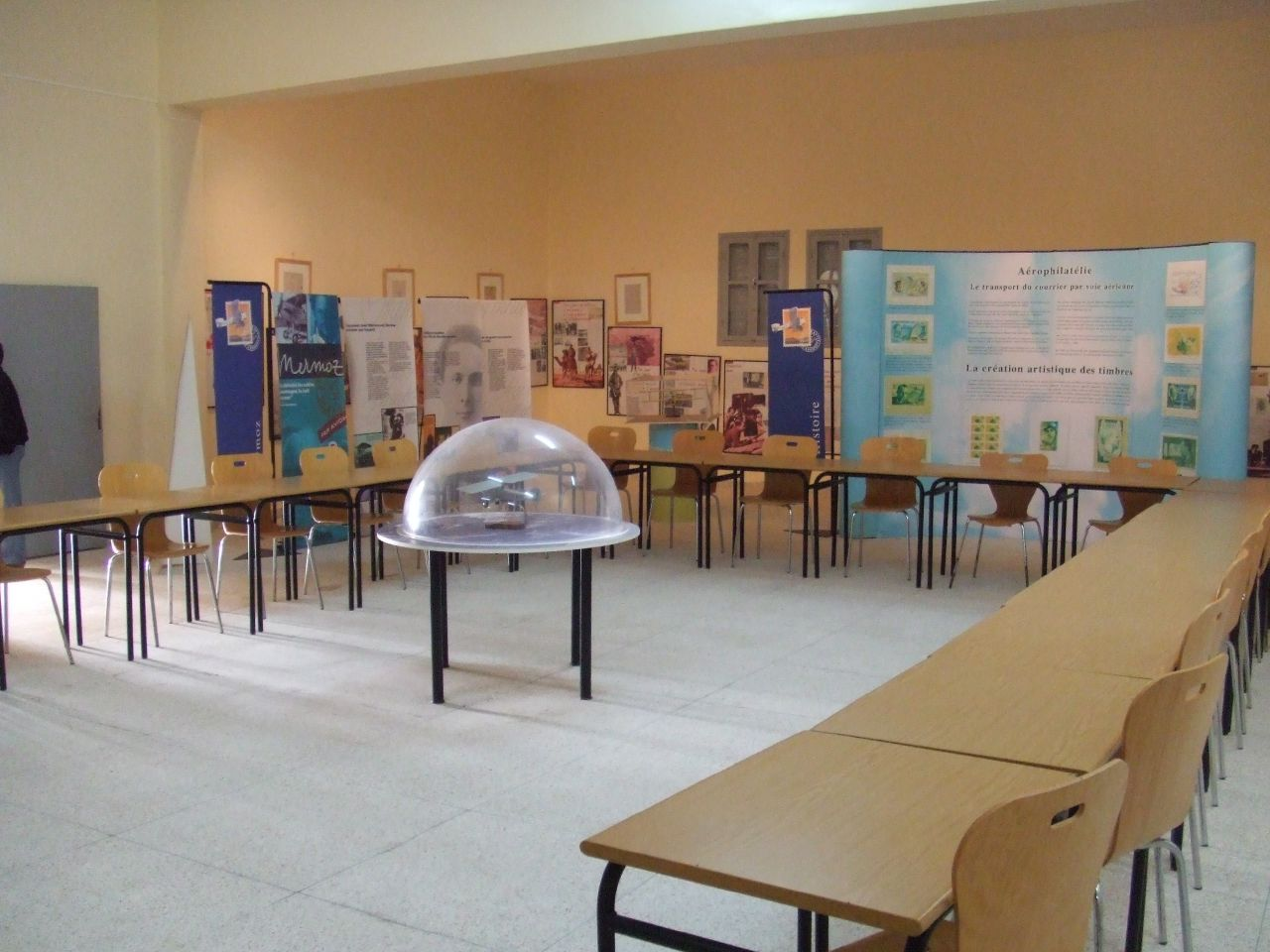
Musée
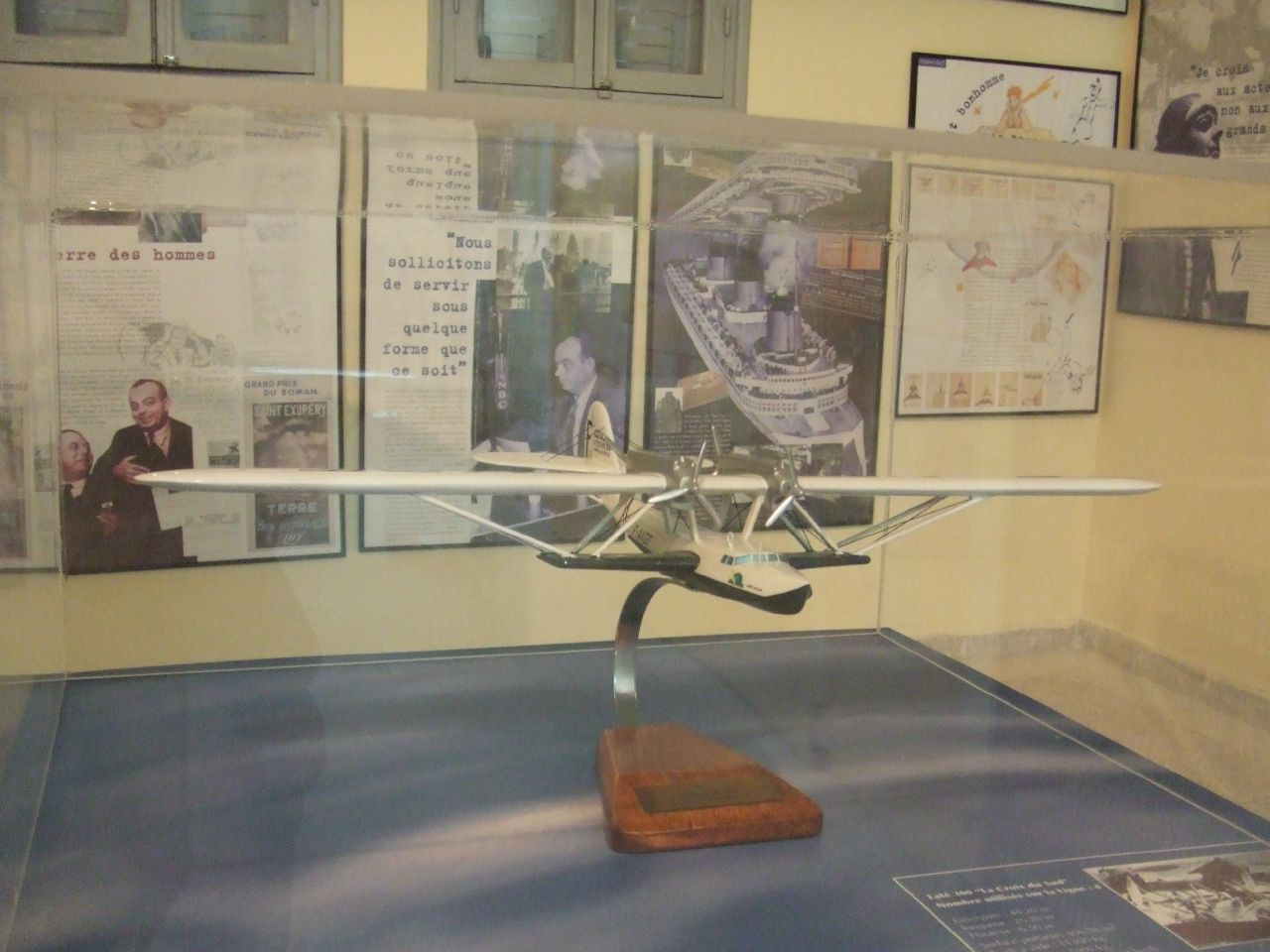
Latécoère 300
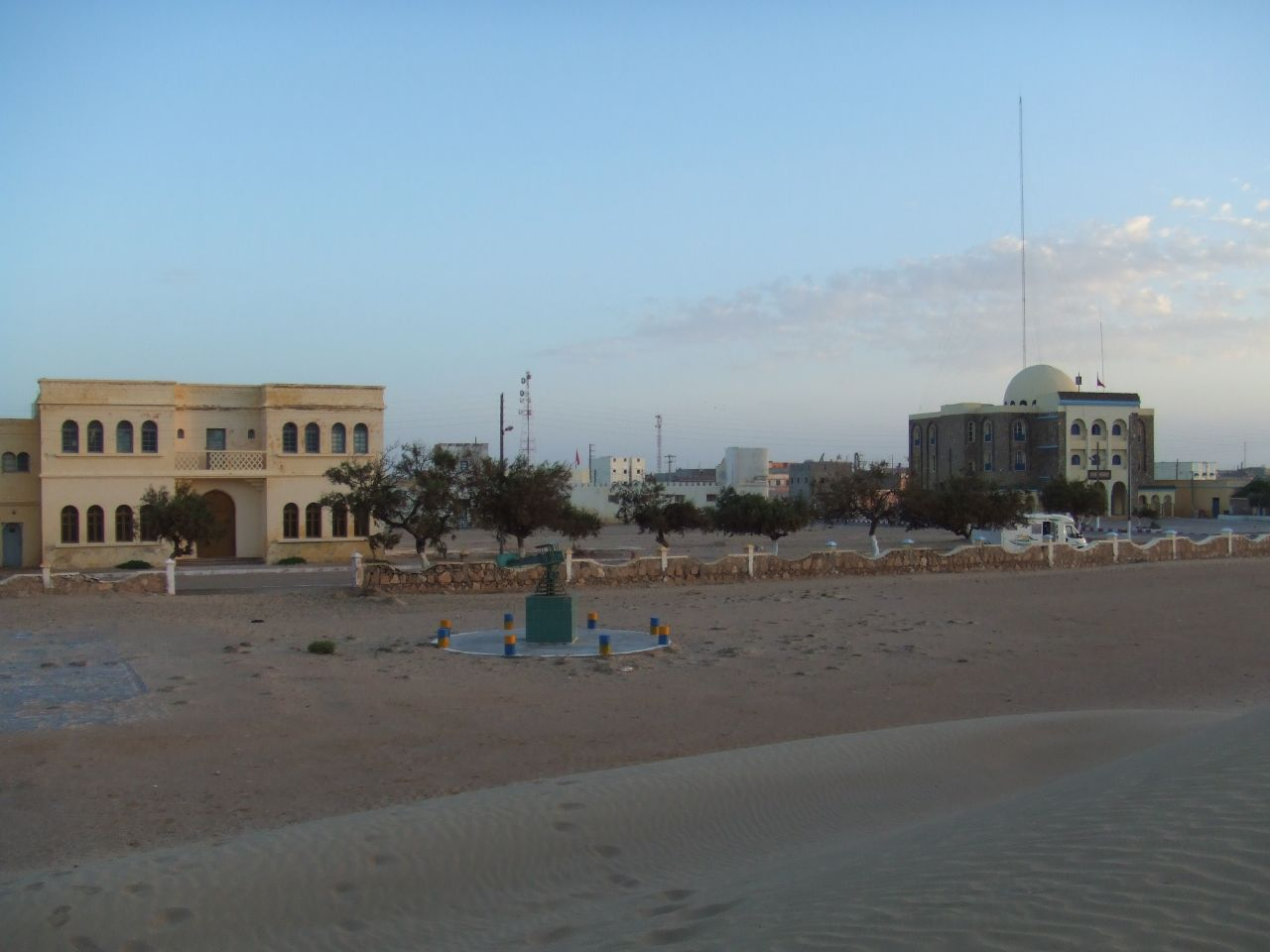
Actuelle Tarfaya

Tarfaya organise annuellement le Festival du prince du désert, avec des activités de sensibilisation à la protection de l'environnement, avec la Fondation Antoine de Saint-Exupéry (présidée par François d'Agay, filleul de l'auteur aviateur).